# Grec moderne
Cette page contient des caractères spéciaux ou non latins. S’ils s’affichent mal (▯, ?, etc.), consultez la page d’aide Unicode.
Pour les articles homonymes, voir Grec.
 (juillet 2025).
Le grec moderne (en grec : (νεο)ελληνική γλώσσα / (neo)ellinikí glóssa « langue grecque (moderne) », ou simplement (νέα) ελληνικά / (néa) elliniká) est la langue maternelle de 15 millions de locuteurs, dont 10,7 millions en Grèce, où il est langue officielle, comme à Chypre. Il existe aussi des minorités de langue grecque en Albanie et en Turquie.
Le grec moderne est également appelé romaïque (Ρωμαίικα) ou roméique. Cette appellation en vigueur jusqu’au XIXe siècle tend à disparaître.
Il fait partie de la branche hellénique des langues indo-européennes.

## Histoire
Le grec moderne dérive de la koinè, elle-même héritière directe du grec ancien. La koinè alexandrine, langue de communication utilisée par Alexandre le Grand et ses successeurs dans les colonies qu'ils fondèrent, subit des évolutions qui peuvent être classées en quatre grandes périodes :
1. Une période macédonienne et romaine (de la mort d'Alexandre en 323 av. J.-C. à 642 apr. J.-C.) : le grec commun se simplifie en perdant le duel et en négligeant le mode optatif mais sans trop différer de l'attique ;
2. une période mal documentée (du VIe au XIe siècle) au cours de laquelle le vocabulaire grec est influencé par le latin vulgaire ; la langue subit la loi de l'analogie dans la première déclinaison et simplifie la conjugaison des verbes. Henri Tonnet date de cette époque la naissance du grec moderne et note sa remarquable proximité avec le grec parlé aujourd'hui : « À la fin de cette période, le grec moderne est déjà formé. Un Grec d'aujourd'hui comprend la langue populaire du milieu du XIIe siècle, alors qu'un Français sans culture n'entend pas la Chanson de Roland (XIIe siècle)[3]. »
3. La période du grec médiéval (du XIIe siècle à la chute de Constantinople en 1453) : le grec ancien cesse d'être utilisé à l'écrit, le vocabulaire s'enrichit et le processus de réfection analogique modifie sensiblement la conjugaison des verbes.
4. La période de l'occupation turque (du XVe siècle à 1821) : cent ans après la chute de Constantinople, le grec parlé en Grèce ottomane et en Asie mineure se caractérise par une multitude de dialectes, un très petit nombre d'emprunts aux langues des occupants (italien ou turc)[4]et de nombreuses créations néo-helléniques. Au XVIIIe siècle coexistent trois formes du grec : le grec archaïque des ecclésiastiques et des lettrés, des koinès régionales à Constantinople, Smyrne, dans le Pont, le Péloponnèse et l'Heptanèse, et des dialectes limités à certains territoires comme le griko ou le tsakonien[5]. Cependant, tous ces parlers grecs se caractérisent par une unité, permettant l'intercompréhension des locuteurs. En 1821, les emprunts à la langue ottomane et au vénitien abondent[6]. C'est à cette époque que se pose la question de la langue et la recherche d'une langue authentiquement nationale par plusieurs réformateurs lettrés comme Dimitrios Photiadis ou Katardzis, ainsi qu'Iosipos Misiodax, Grigorios Konstantas et Adamantios Koraïs[7].

Au cours de sa longue histoire, la langue grecque a subi un grand nombre de transformations phonétiques (comme l'iotacisme, la psilose, la disparition des oppositions de quantité vocalique, la spirantisation des anciennes aspirées, le passage d'un accent de hauteur à un accent d'intensité ou encore l'amuïssement de certains phonèmes, comme [n], en finale), ainsi que des transformations lexicales (nombreux emprunts aux langues modernes) et grammaticales (simplification de la flexion nominale, de la conjugaison). Le grec moderne aurait également développé certaines caractéristiques, partagées avec les langues environnantes, qui découlent de sa situation dans l'union linguistique balkanique.
On peut illustrer cette évolution par un court extrait de la République de Platon.
| Français | Grec ancien | Grec moderne |
| --- | --- | --- |
| J'étais descendu hier au Pirée avec Glaucon, fils d'Ariston, pour prier la déesse et voir, en même temps, de quelle manière on célébrerait la fête qui avait lieu pour la première fois. La pompe des habitants du lieu me parut belle, encore que non moins distinguée fût celle que les Thraces conduisaient. | Κατέβην χθὲς εἰς Πειραιᾶ μετὰ Γλαύκωνος τοῦ Ἀρίστωνος προσευξόμενός τε τῇ θεῷ καὶ ἅμα τὴν ἑορτὴν βουλόμενος θεάσασθαι τίνα τρόπον ποιήσουσιν ἅτε νῦν πρῶτον ἄγοντες. Καλὴ μὲν οὖν μοι καὶ ἡ τῶν ἐπιχωρίων πομπὴ ἔδοξεν εἶναι, οὐ μέντοι ἧττον ἐφαίνετο πρέπειν ἣν οἱ Θρᾷκες ἔπεμπον. [kate˥bɛːn ɡ̊tʰes eːs perai.jaː˥˩ meta ɡlau˥kɔːnos toː˥˩ aris˥tɔː.nos proseukso˥meno˥ste tɛːi˥˩ tʰe.ɔːi˥˩ kai ha˥.ma tɛːn he.ortɛːn boːlo˥menos tʰe.a˥.sastʰai ti˥na tro˥pon pø̠i.jɛː˩˥.soː.sin ha˥te nyːn˥˩ prɔː˥˩.ton a˥ɡontes. kalɛː men oː˥˩n mø̠i kai hɛː tɔːn˥˩ epikʰɔːri˥ɔːn pompɛː e˥doksen eː˥nai, oː men˥tø̠i ɛːt˥˩ton epʰai˩˥neto pre˥peːn hɛːn˩˥ hø̠i tʰraːi˥˩kes e˥pempon.] | Κατέβηκα χθες στον Πειραιά μαζί με τον Γλαύκωνα του Αρίστωνος, για να προσευχηθώ στη θεά και συγχρόνως γιατί θέλησα να δω πώς θα διεξαχθεί η γιορτή, που για πρώτη φορά επρόκειτο να πανηγυρίσουν. Και πραγματικώς πολύ ωραία μου φάνηκε και η πομπή των εντοπίων, καθόλου όμως πίσω δεν έμεινε, κατά τη γνώμη μου, σε μεγαλοπρέπεια και η πομπή των Θρακών. [kaˈtɛvika xθɛs stɔn piˈrɛ.a maˈzi mɛ tɔn ˈɣlafkɔna tu aˈristɔnɔs, ʝa na prɔsɛfçiˈθɔ sti θeˈa cɛ siŋˈxrɔnɔs ʝaˈti ˈθɛlisa na ðɔ pɔs θa ði.ɛksaxˈθi i ʝɔrˈti, pu ʝa ˈprɔti fɔˈra ɛˈprɔcitɔ na panijiˈrisun. cɛ praɣmatiˈkɔs poˈli ɔˈrea mu ˈfanike cɛ i pɔmˈbi tɔn ɛndɔˈpjɔn, kaˈθɔlu ˈɔmɔs ˈpisɔ ðɛn ˈɛminɛ, kaˈta ti ˈɣnɔmimu, sɛ mɛɣalɔˈpripja cɛ i pɔmˈbi tɔn θraˈkɔn.] |

La langue actuelle est une variante dite « grec mixte » ou « μεικτή δημοτική » ; il s'agit en fait de la langue populaire, c'est le sens de « démotique », influencée par katharévousa, la langue dite « purifiée ». Celle-ci fut créée d'une part sur le modèle de l'attique pour renouer avec le prestigieux passé de la Grèce antique : on souhaitait en effacer les stigmates, c'est-à-dire la masse des emprunts issus des diverses langues, notamment le turc et l'italien, des nouveaux maîtres de l'écoumène grecque depuis la chute de Constantinople ; d'autre part, la katharévousa avait pour but de dire la modernité, ce que le grec démotique, langue de paysans et de pêcheurs, ne savait pas faire ; elle fut langue officielle depuis la proclamation du jeune État, tout juste délivré du joug ottoman, la τουρκοκρατία, jusqu'en 1975. La katharévousa s'avéra finalement être le matériau nécessaire[réf. nécessaire] pour faire de la langue populaire une langue moderne, riche des différents sédiments lexicaux que chaque époque (Antiquité, Empire byzantin ou Empire romain d'Orient, Empire ottoman et républiques maritimes italiennes, Venise et Gênes surtout) laissa en héritage. Depuis 1982, la langue officielle ne connaît plus que le système monotonique.

## Zone géographique

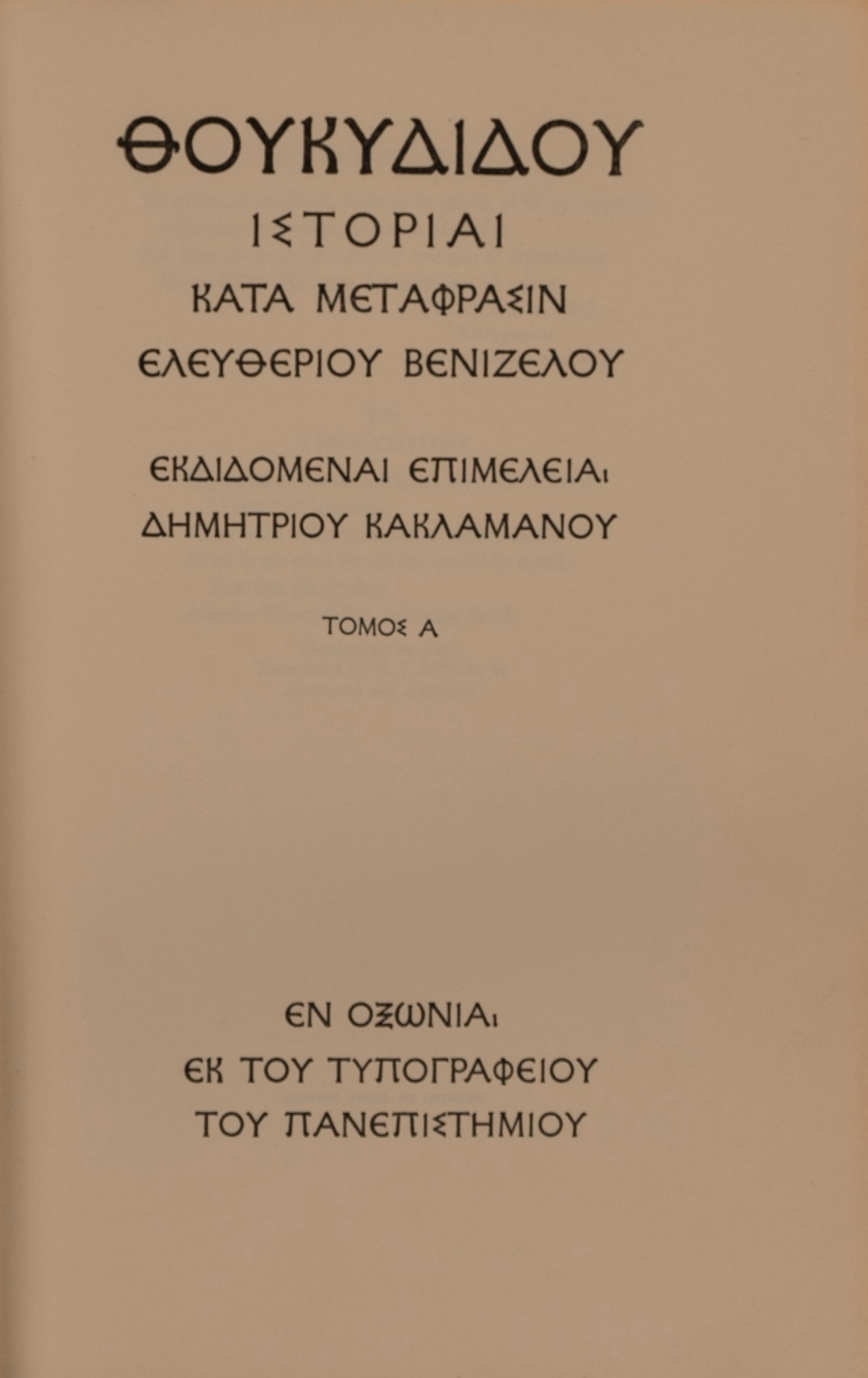
Thucydide, Histoire, trad. [en grec moderne] de Elefthérios Vénizélos, Oxford, Oxford University Press, T. 1 (de 2), 1939. (E. V. est un de plus importants hommes politiques de la Grèce moderne.)

Cette langue est parlée en Grèce, à Chypre, et au sud de l'Albanie. En Turquie, la question est sensible pour des raisons politiques et en raison du fort nationalisme : des Turcs, dont le nombre est impossible à évaluer, seraient bilingues grec/turc : il s'agit le plus souvent de Micrasiates convertis à l'islam au moment de la « grande Catastrophe » de 1923 pour échapper aux échanges de populations obligatoires entre la Grèce et la Turquie et pouvoir rester dans leurs foyers. Les derniers chiffres des statistiques remontent à 1965, où le recensement mentionnait 100 000 Grecs ou locuteurs du grec. On en rencontre encore le long des côtes de la Turquie, ainsi qu'à Istanbul et dans les îles Imbros et Ténédos où l'« ethnie » grecque est évaluée à 5 000 personnes, mais le nombre de locuteurs du grec dans la sphère privée est probablement bien supérieur. De même, en Grèce continentale, un grand nombre de Grecs savent parler le turc, mais il n'y a pas de statistiques, et le sujet semble aussi tabou qu'en Turquie. Hors du patriarcat de Constantinople, l'alphabet grec moderne est interdit en Turquie, où le grec peut toutefois s'écrire avec l'alphabet latin, dans un cadre cultuel et culturel à caractère privé et non officiel, ni politique ou revendicatif, car l'État turc laïc n'admet officiellement que la langue turque et l'alphabet latin.
Historiquement, les deux langues se sont côtoyées durant plus de cinq siècles et bien avant la chute de Constantinople en 1453 : une partie du vocabulaire et des mots de la langue turque (par exemple dans le domaine maritime et dans celui de la halieutique) sont issus du grec médiéval : une partie de ce vocabulaire passé en turc n'est plus utilisée en grec moderne (comme dans le cas du « chinchard », en turc istavrit du grec médiéval σταύριδος / staúridos « à petites croix », mais τράχουρος / tráchouros en grec moderne). La situation est symétrique pour le turc dont une partie du lexique est passée en grec moderne, même si depuis le XIXe siècle l'académie fait des efforts notoires de « ré-hellénisation » de la langue (par exemple, en remplaçant χάνιον / chánion, du turc han, « auberge », par πανδοχείο / pandocheío « pandochée », et aussi tous les noms de lieux hérités de la Grèce ottomane par leurs noms antiques, comme au Pirée où les ports de Türkliman et de Paşaliman sont redevenus respectivement Mounychie ou Microlimano et Zéa).
La langue grecque est également présente en Cyrénaïque, dans l'est de la Libye, où une partie des descendants de Grecs convertis à l'Islam (localement appelés Gritlis), toujours présents dans la région à la fin du XIXe siècle, la pratiquent encore dans un cadre strictement familial (jusqu'en 2011, le régime Kadhafi interdisait l'utilisation et l'apprentissage des langues autres que l'arabe).
En Syrie et au Liban aussi, où jadis une partie de la population parlait grec, surtout parmi les chrétiens orthodoxes (avant 1960), la langue a pratiquement disparu car les systèmes éducatifs des deux pays, très centralisés, mirent l'accent sur la langue arabe, facteur identitaire après la fin du mandat français en Syrie et au Liban, en 1943, et avec les vagues de nationalisme arabe des années 1950 et 1960. L'héritage grec survit uniquement dans la religion orthodoxe, elle-même en voie de diminution par l'émigration, à la suite des crises, violences et guerres du XXe et du XXIe siècle. En Égypte, avant 1956 (crise du canal de Suez), il y avait à Alexandrie un important groupe de locuteurs du grec qui, dans cette ville, était encore la cinquième langue après l'arabe, le français, l'anglais et l'italien. De nos jours, les quelques centaines de Grecs qui y vivent sont le plus souvent des commerçants ou des hommes d'affaires récemment installés, sans liens avec la très ancienne diaspora grecque d'avant 1956, entre-temps émigrée.
Enfin, on trouve d'importantes diasporas de quelques centaines de milliers de Grecs à New York, Chicago, San Francisco, Melbourne, en France, en Allemagne et au Royaume-Uni : les Grecs dits « micrasiates » chassés des pays musulmans sont nombreux parmi ces émigrés et, à Londres, les Grecs chypriotes en représentent une bonne part. Avec la disparition des anciennes générations, les descendants des diasporas s'intègrent aux populations locales, abandonnent le grec (mais gardent sur plusieurs générations l'appartenance à l'orthodoxie) et passent aux langues locales. Cependant, depuis la crise économique en Grèce, surtout après 2010, de nouveaux migrants grecs viennent s'ajouter aux anciens.

## Écriture et prononciation

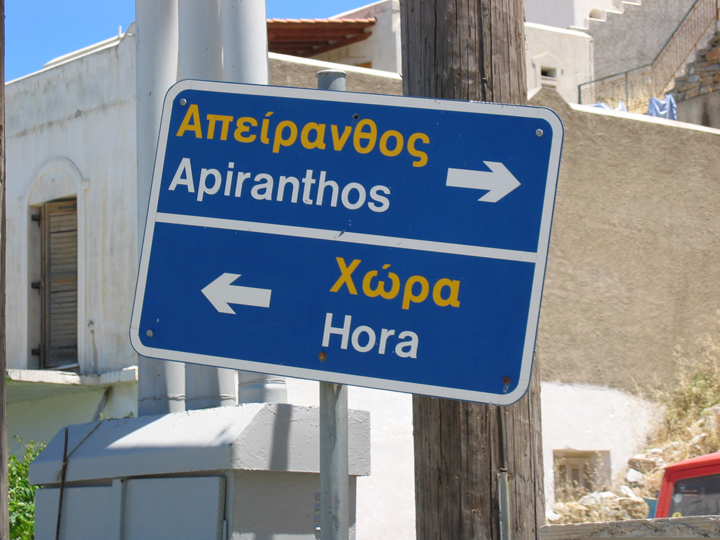
Signalisation routière en grec moderne avec transcription en alphabet latin à Naxos.

Le grec moderne s’écrit avec un alphabet de vingt-quatre lettres, hérité du début de la période archaïque (VIIIe siècle av. J.-C.). Chaque lettre correspondait à l’origine à un son différent (bien qu'avec des ambiguïtés concernant principalement les voyelles), mais en grec moderne, la prononciation a largement évolué, et plusieurs lettres ou groupes de lettres se prononcent de la même manière. Ainsi, entendre un mot n’est souvent pas suffisant pour pouvoir l’écrire : par exemple, il existe six graphèmes pour le phonème /i/ en raison du iotacisme survenu entre les Ve et IIIe siècles av. J.-C. Le tableau ci-dessous donne la prononciation des lettres. L’accent aigu sur une lettre marque l’accent tonique du mot.
Le grec moderne suit des règles de sandhi internes et externes, qui consistent en assimilations progressives et régressives. Par exemple, un /n/ final voit son point d'articulation s'adapter à la consonne initiale du mot qui suit (il passe à [m] devant une consonne labiale et [ŋ] devant une vélaire ; à la fin de certains mots-outils, comme την / tin, τον / ton, δεν / den, il s'amuït devant une consonne continue ; il voise une consonne occlusive sourde qui le suit (τον πατέρα / ton patéra [tɔm ba.ˈtɛ.ɾa]) et peut empêcher une sonore de se spirantiser.

### Lettres simples
| Lettre | Nom                                 | Prononciation |
| ------ | ----------------------------------- | --- |
| Α α    | άλφα (álfa)                         | [a] antérieur comme dans patte |
| Β β    | βήτα (víta)                         | [v] comme vie |
| Γ γ    | γάμμα (gámma, c'est-à-dire /ɣa.ma/) | devant les sons /a/, /ɔ/ et /u/, [ɣ] proche du r français de rien mais vélaire et non uvulaire ; devant les sons /i/ et /ɛ/, [ʝ] proche du y de yoyo. Donc, la lettre Γ elle-même se dit à peu de chose près comme un francophone dirait rama, mais avec accent sur la première syllabe. |
| Δ δ    | δέλτα (délta)                       | [ð] th anglais sonore de this |
| Ε ε    | έψιλον (épsilon)                    | [ɛ] comme mère |
| Ζ ζ    | ζήτα (zíta)                         | [z] comme zoo, apico-alvéolaire |
| Η η    | ήτα (íta)                           | [i] comme fini |
| Θ θ    | θήτα (thíta)                        | [θ] th anglais sourd de think |
| Ι ι    | ιώτα (ióta)                         | [i] comme fini |
| Κ κ    | κάππα (káppa)                       | [k] comme kangourou; [c] devant [i], [ɛ] ou [t] |
| Λ λ    | λάμδα (lámda)                       | [l] comme lettre |
| Μ μ    | μι (mi)                             | [m] comme moi |
| Ν ν    | νι (ni)                             | [n] comme nous |
| Ξ ξ    | ξι (ksi)                            | [ks] comme le x d’axe (en général : ξέρω /ˈksɛɾɔ/ « je sais ») ou [gz] comme le x d’exemple (derrière ν : δεν ξέρω = /ðɛŋ ˈgzɛɾɔ/ pouvant aller jusqu’à /ðɛg-/ = « je ne sais pas ») |
| Ο ο    | όμικρον (ómicron)                   | [ɔ] d’aperture intermédiaire entre hotte et hôte |
| Π π    | πι (pi)                             | [p] comme patte |
| Ρ ρ    | ρω (ro)                             | [ɾ] battu (espagnol pero) |
| Σ σ/ς  | σίγμα (sígma)                       | [s] comme dans rosse, apico-alvéolaire (jamais [z] comme dans rose sauf devant un consonne sonore : σβέλτος, κόσμος /sv-, -sm-/ « svelte, monde ») |
| Τ τ    | ταυ (tav)                           | [t] comme tête |
| Υ υ    | ύψιλον (ípsilon)                    | [i] comme dans fini ; dans le digramme ‹ ου › qui note [u] comme dans coucou |
| Φ φ    | φι (fi)                             | [f] comme dans faire |
| Χ χ    | χι (chi)                            | [ç] : ch allemand de ich devant les sons /i/ et /ɛ/ ([ʝ] sourd) ; [x] : ch allemand de ach devant les sons /a/, /ɔ/ et /u/ ([ɣ] sourd) |
| Ψ ψ    | ψι (psi)                            | [ps] comme dans psychologie |
| Ω ω    | ωμέγα (oméga)                       | [ɔ] d’aperture intermédiaire entre hotte et hôte |

### Digrammes
| Lettres    | Prononciation |
| ---------- | --- |
| αι         | digraphe prononcé comme ε : [ɛ] |
| αυ         | digraphe prononcé [af] (devant les consonnes sourdes κ, π, τ, χ, φ, θ, σ, ξ, ψ) et [av], devant les consonnes sonores β, γ, δ, ζ, λ, μ, ν, ρ et les voyelles |
| γγ, γκ     | [g] à l’initiale comme dans gare et [ɟ] devant [i] ou [ɛ] comme dans guitare ; [ŋg] ou [g] au milieu du mot et [ŋɟ] ou [ɟ] devant [i] ou [ɛ]                 |
| γι, γυ     | [ʝ] ([ç] sonore) |
| γκι        | [ɟ] |
| ει, οι, υι | prononcé comme η, ι, υ : [i] |
| ευ         | [ɛf] (devant les consonnes sourdes κ, π, τ, χ, φ, θ, σ, ξ, ψ), [ɛv], devant les consonnes sonores β, γ, δ, ζ, λ, μ, ν, ρ et les voyelles                     |
| κι         | [c] (occlusive palatale comme dans équitable |
| μπ         | [b] à l'initiale, comme dans bar (qui en grec moderne s’écrit μπαρ) et [mb] ou [b] au milieu du mot                                                          |
| ντ         | [d] à l'initiale, comme dans demain, et [nd] ou [d] au milieu du mot                                                                                         |
| ου         | [u] comme dans coucou |
| τσ         | [t͡s] (affriquée apico-alvéolaire sourde) |
| τζ         | [d͡z] (affriquée apico-alvéolaire voisée) |
| λι         | [ʎ], habituellement comme dans l'italien figlio |
| νι         | habituellement [ɲ], comme dans baignade |
| χι         | [ç] |

### Exemples
| Mot       | Transcription | Signification                 |
| --------- | ------------- | ----------------------------- |
| αίμα      | éma           | sang                          |
| καλοριφέρ | kalorifér     | radiateur                     |
| είναι     | íne           | il/elle est ou ils/elles sont |
| μπάρμπας  | bárbas        | tonton                        |
| εμπρός    | embrós        | devant                        |
| εντάξει   | endáksi       | d’accord                      |
| ευρώ      | evró          | euro                          |
| μπύρα     | bíra          | bière                         |

Dans la langue orale courante, il est fréquent d'omettre la consonne nasale présente dans les digrammes γγ, γκ, μπ, ντ situés en milieu de mot (elle est . C'est ainsi qu'εντάξει est souvent prononcé edáksi (au lieu de endáksi), ou que εμπρός sonne comme ebrós (au lieu de embrós). La prononciation de la nasale à l'intérieur du mot relève d'une langue plus soignée, tandis que sa non réalisation est un rendu plus relâché.

## Grammaire

### Substantifs, adjectifs, pronoms
Le grec moderne est une langue à déclinaisons (comme le latin, par exemple) : la terminaison des mots change suivant la fonction du mot dans la phrase. Il existe quatre cas dans la langue moderne (voir l'exemple ci-dessous) : nominatif, accusatif, génitif et vocatif ; le datif ne subsiste qu'à l'état de traces dans les expressions figées. Les noms propres se déclinent également :
- Ο Φίλιππος έφυγε (O Fílippos éfyge) : « Philippe est parti » ;
- Βλέπω τον Φίλιππο (Vlépo ton Fílippo) : « Je vois Philippe » ;
- Είναι το σπίτι του Φιλίππου (Íne to spíti tou Filíppou) : « C’est la maison de Philippe » ;
- Φίλιππε, έλα εδώ! (Filíppe, éla edó) : « Philippe, viens ici ! ».

À cause de l'absence du cas datif, le grec utilise les pronoms au génitif pour exprimer le complément d'attribution.
- Του δίνω τα κλειδιά. (Tou díno ta klidiá) : « Je lui donne les clés (à lui) » ;
- Της δίνω τα κλειδιά. (Tis díno ta klidiá) : « Je lui donne les clés (à elle) » ;
- Σου δίνει τα κλειδιά. (Sou díni ta klidiá) : « Il te donne les clés (à toi) ».

Ne possédant pas de déterminants possessifs (mon, ton, son, ...), le grec utilise également les pronoms au génitif pour transposer cette notion, qu'il postpose aux noms possédés.
- Τα κλειδιά του (Ta klidiá tou) : « Ses clés (à lui) » ;
- Τα κλειδιά της (Ta klidiá tis) : « Ses clés (à elle) » ;
- Τα κλειδιά σου (Ta klidiá sou) : « Tes clés ».

Parmi les autres spécificités du grec, il est à noter l'existence d'un pronom relatif που / pou qualifié d'« universel ». Il peut en effet correspondre aux pronoms relatifs français « qui », « que », « dont », etc.
- Ο άντρας που βλέπει τη θάλασσα. (O ándras pou vlépi ti thálassa) : « L'homme qui voit la mer » ;
- Η θάλασσα που βλέπει ο άνδρας. (I thálassa pou vlépi o ándras) : « La mer que l'homme voit » ;
- Η θάλασσα, που το χρώμα της είναι γαλάζιο, είναι κοντά. (I thálassa, pou to chróma tis íne galázio, íne konda) : « La mer, dont la couleur est cyan, est proche ».

La traduction littérale de la proposition relative de la dernière phrase est « qui sa couleur est cyan ».
De manière plus soutenue, les relatifs ο οποίος, η οποία, το οποίο permettent de remplacer που / pou, et se déclinent avec l'article défini. Voici la proposition ci-mentionnée déclinée au génitif féminin.
- Η θάλασσα, της οποίας το χρώμα είναι γαλάζιο, είναι κοντά. (I thálassa, tis opías to chróma íne galázio, íne konda) : « La mer, dont la couleur est cyan, est proche ».

### Système verbal
Le verbe grec comporte les mêmes personnes que le verbe français : trois au singulier et trois au pluriel. Ces personnes sont marquées uniquement par des terminaisons. Le verbe peut être exprimé à la voix active et à la voix dite médio-passive, laquelle note la voix pronominale du verbe français (ce que note le terme « médio- ») et la voix passive. Le verbe a deux modes, l'indicatif et l'impératif, mais la langue peut exprimer d'autres modes grâce au recours à des particules : subjonctif, conditionnel et optatif.
Le système verbal grec présente des formes simples, à part au parfait qui a des formes composées, avec un verbe auxiliaire auquel vient se joindre un élément invariable. Le grec distingue deux aspects pour chaque verbe (à l'exception des auxiliaires) — et c'est là un élément fondamental de la langue. Selon une définition donnée par André Mirambel, l'aspect est une « représentation spatiale de l'action ou de l'état », autrement dit, comme le note Henri Tonnet, « la façon dont le locuteur vise l'action. » Chacun des deux présente une forme distincte (ou thème) : d'une part la forme du présent, continue, qui marque précisément la continuité, la durée de l'acte ou de l'état, sa répétition, et d'autre part la forme momentanée (bâtie sur le passé — que l'on appelle « aoriste »), qui marque les notions contraires : le momentané, l'absence de durée ou de répétition.
Cette différence est très vivante et se retrouve au futur et au subjonctif. Un Grec ne confondra pas θα τον δώ (tha ton dó) et θα τον βλέπω (tha ton vlépo) : les deux signifient « je le verrai », mais le premier sous-entend « une fois », le second sous-entendant « continuellement ». Le choix de l'une ou l'autre forme n'est donc pas purement grammatical, mais dépend de ce que le locuteur veut dire.
Les formes verbales du grec moderne présentent deux 

## Lexique
Le lexique du grec moderne, ou démotique, comprend des éléments d'origines diverses qui reflètent l'histoire plurimillénaire de l'hellénisme et de ses contacts avec d'autres civilisations et donc d'autres langues. Le vocabulaire du grec moderne est très riche, ce qui tient tout d'abord à l'héritage considérable du passé, aux emprunt allogènes et aux créations dans tous les domaines, permis par les ressources la langue.
Le lexique issu du grec ancien reste, de loin, quantitativement le plus important. Toutefois par « grec ancien », il faut entendre non seulement le lexique des différents dialectes qui constituaient le grec dans l'Antiquité mais aussi divers emprunts à d'autres langues, indo-européennes ou non, déjà assimilés à la période classique. On trouve par exemple dans l’Anabase de Xénophon un mot d'origine étrangère, le terme de « parasange » (παρασάγγης), issu du persan, qui désigne une mesure itinéraire d'environ 6 km. Bon nombre de mots grecs ont traversé les siècles sans subir la moindre altération sauf pour la phonologie comme ο ουρανός (le ciel) ou το κρέας (la viande). D'autres ont été créés au XIXe siècle pour exprimer des notions abstraites comme πολιτισμός / politismós, « civilisation » ou des réalités de la vie moderne comme μυθιστορία / mythistoría, « roman », les deux inventés en 1804 par Adamántios Koraïs.
Parmi les apports les plus importants, relevons l'hébreu, le latin, les langues romanes (y compris le français), l'albanais médiaéval, les langues slaves (depuis l'époque médiévale et les occupations du territoire grec par les Slaves), le turc (qui constitue un apport notable à partir du XVe siècle. Plus récemment, on relève aussi des apports des langues germaniques, en particulier l'anglais. Toutefois, le nombre de mots provenant de ces différentes langues restent bien inférieur au fonds grec qui représentait au début des années 1970, trois quarts du lexique grec.